# غاري يفبفر
غاري يفبفر هو لاعب كرة القدم الكندية كندي، ولد في 12 نوفمبر 1944 في إدمونتون في كندا، وتوفي في 16 مارس 2016 في سانت ألبرت في كندا.